# Hickleton Hall
Hickleton Hall est une demeure seigneuriale géorgienne classée Grade II à Hickleton (Yorkshire du Sud, Angleterre), à environ 10 km à l'ouest de Doncaster. Pendant plus de 50 ans (jusqu'en 2012), c'est une maison Sue Ryder Care. Elle est convertie en appartements de luxe.
Le bâtiment est construit en 1745-1748 en pierre de taille calcaire avec des toits en ardoise graduée. Le bâtiment principal a une façade de sept baies avec des pavillons flanquants.

## Histoire

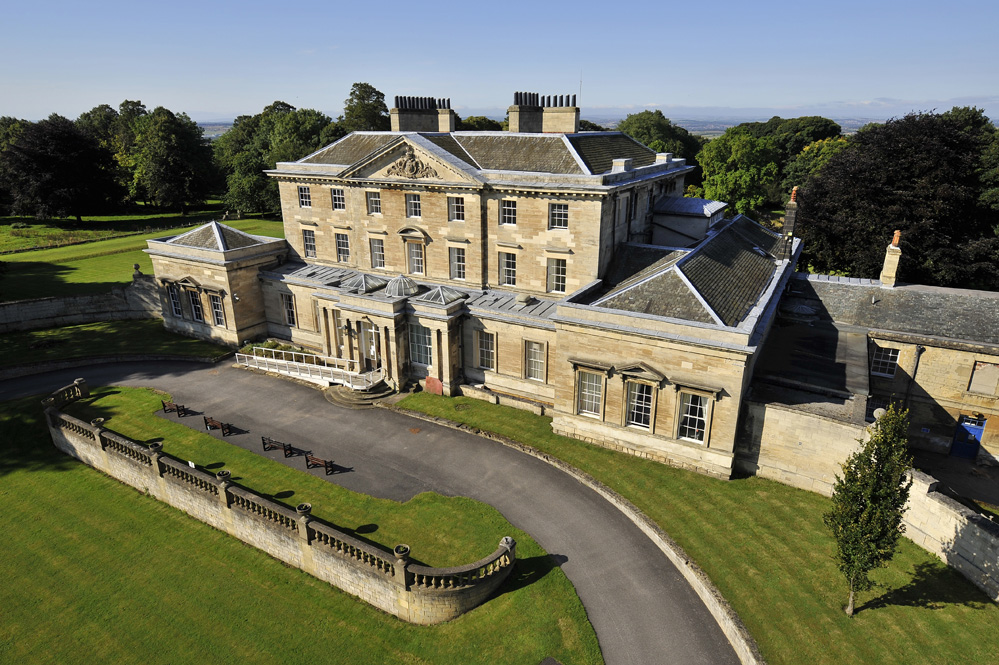
façade

Au XVIe siècle, une maison appelée Hickleton Palace se dresse sur le site, construite pour le juge Francis Rodes. Le manoir actuel est construit en 1745-1748, juste au sud de la maison d'origine, conçue par l'architecte James Paine (architecte) pour Godfrey Wentworth de Woolley, près de Barnsley, qui achète le domaine vers 1730. Il fait agrandir la maison vers 1775 avec l'ajout de deux ailes basses de chaque côté et d'une aile pour les domestiques. Il est décédé en 1789 et le manoir passe à son petit-fils, Godfrey Wentworth Armytage, qui change son nom en Godfrey Wentworth Wentworth. Il est nommé haut shérif du Yorkshire pour 1796-1797. Lorsque son activité bancaire périclite, il est contraint de vendre la propriété .
Il est acheté en 1828 par Sir Francis Lindley Wood (2e baronnet) de Hemsworth et Garrowby et à sa mort en 1846, il passe à son fils Charles Wood, 3e baronnet (1800-1885). Charles Wood est député de Grimsby, Wareham, Halifax et Ripon. Il est chancelier de l'Échiquier de 1846 à 1852 et créé vicomte Halifax en 1866. Il est décédé en 1885 au manoir, qui passe à son fils Charles Lindley Wood (1839-1934), le 2e vicomte et à sa mort à son fils, Edward Wood, 3e vicomte d'Halifax, qui est vice-roi des Indes de 1926 à 1929, ministre des Affaires étrangères de 1938 à 1940 et créé comte d'Halifax en 1944 .

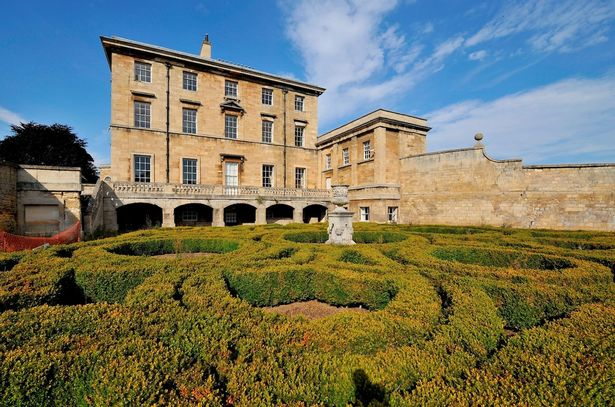
Face sud de Hickleton Hall

Pendant la Seconde Guerre mondiale, la maison est le quartier général du Ier Corps après l'évacuation de Dunkerque en mai 1940 .
La famille Halifax préfère son domaine de Garrowby à Hickleton et en 1947 vend le contenu de Hickleton Hall et loue les locaux en tant qu'école pour filles, l'école St Hilda's Church of England dirigée par des membres de l'Ordre du couvent du Saint-Paraclet. De 1961 à 2012, le manoir et le parc immédiat sont gérés par Sue Ryder Care. La maison est mise en vente en 2015 .

## Sources
- Newbold, « British planning and preparations to resist invasion on land, September 1939 – September 1940 », King's College, University of London
- Nikolaus Pevsner et Enid (revision) Radcliffe, Yorkshire the West Riding, Harmondsworth, Penguin Books, coll. « The Buildings of England », 1967 (1re éd. 1959), 263–264 p. (ISBN 0-14-071017-5)